# Associazione Calcio Monfalcone 1969-1970
Questa voce raccoglie le informazioni riguardanti l'Associazione Calcio Monfalcone nelle competizioni ufficiali della stagione 1969-1970.

## Rosa
| N. |                   | Ruolo | Calciatore         |
| -- | ----------------- | ----- | ------------------ |
|    | Italia (bandiera) | D     | Franco Acquaviva   |
|    | Italia (bandiera) | A     | Severino Agonistis |
|    | Italia (bandiera) | D     | Alcide Baccari     |
|    | Italia (bandiera) | A     | Giovanni Barassi   |
|    | Italia (bandiera) | A     | Bruno Barile       |
|    | Italia (bandiera) | C     | Carlo Bivi         |
|    | Italia (bandiera) | D     | Bruno Ceschia      |
|    | Italia (bandiera) | C     | Walter Cossar      |
|    | Italia (bandiera) | D     | Diego Deiuri       |
|    | Italia (bandiera) | C     | Giancarlo Feresin  |
|    | Italia (bandiera) | D     | Fabio Gerin        |
|    | Italia (bandiera) | D     | Alberto Giordani   |

| N. |                   | Ruolo | Calciatore         |
| -- | ----------------- | ----- | ------------------ |
|    | Italia (bandiera) | P     | Lorenzo Maschietto |
|    | Italia (bandiera) | A     | Alberto Medeot     |
|    | Italia (bandiera) | A     | Merluzzi           |
|    | Italia (bandiera) | P     | Sergio Nicoli      |
|    | Italia (bandiera) | D     | Giovanni Pinatti   |
|    | Italia (bandiera) | D     | Alvise Rigonat     |
|    | Italia (bandiera) | C     | Luciano Savian     |
|    | Italia (bandiera) | D     | Enrico Sortino     |
|    | Italia (bandiera) | A     | Bruno Starc        |
|    | Italia (bandiera) | A     | Tesolin            |
|    | Italia (bandiera) | D     | Sergio Trevisan    |
|    | Italia (bandiera) | D     | Renato Valenti     |